# Fågelmyrkölen
Fågelmyrkölen är ett naturreservat i Malå kommun i Västerbottens län.
Området är naturskyddat sedan 1995 och är 322 hektar stort. Reservatet är ett myrområde till del bevuxen med tallskog.